# Kåre
Kåre (oder Kaare) ist ein nordischer männlicher Vorname, abgeleitet von dem altnordischen Namen Kári mit der Bedeutung „lockig“.

## Namensträger
- Kåre Berg (1932–2021), norwegischer Skispringer
- Kåre Magnus Bergh (* 1978), norwegischer Moderator und Künstler
- Kåre Bluitgen (* 1959), dänischer Schriftsteller und Journalist
- Kåre Conradi (* 1972), norwegischer Schauspieler
- Kåre Dæhlen (1926–2020), norwegischer Diplomat
- Kaare Dybvad (* 1984), dänischer Politiker
- Kåre Gjønnes (1942–2021), norwegischer Politiker
- Kåre Hedebrant (* 1995), schwedischer Schauspieler
- Kåre Holt (1916–1997), norwegischer Schriftsteller
- Kåre Hovda (1944–1999), norwegischer Biathlet
- Kaare Klint (1888–1954), dänischer Architekt und Möbeldesigner
- Kåre Kristiansen (1920–2005), norwegischer Politiker (Kristelig Folkeparti)
- Kaare Meland (1915–2002), norwegischer Politiker
- Kåre Nymark (* 1974), norwegischer Jazztrompeter und Komponist
- Kaare Ørnung (1931–2013), norwegischer Pianist und Musikpädagoge
- Kåre Tveter (1922–2012), norwegischer Maler
- Kaare Strøm (* 1953), norwegisch-US-amerikanischer Politikwissenschaftler
- Kåre Walberg (1912–1988), norwegischer Skispringer
- Kåre Willoch (1928–2021), norwegischer Politiker und Ökonom

## Sonstiges
- Kåreseten, Berg im Königin-Maud-Land, Antarktika